# Badger State Games
Les Badger State Games sont un ensemble de compétitions de type olympique se déroulant dans l'état du Wisconsin aux États-Unis. 
Les jeux ont commencé en 1985, et se tiennent annuellement en hiver et en été au Wisconsin. Commencée par la Société Wisconsin de développement du sport, les jeux ont été vendus à la Wausau/Central Wisconsin Convention  en octobre 2011. Les Jeux d'hiver se déroulent à Wausau, alors que les Jeux d'été ont eu lieu dans la zone Appleton-Oshkosh. Badger State Games est membre du Congrès national des Jeux de l'État.
- (en) Cet article est partiellement ou en totalité issu de l’article de Wikipédia en anglais intitulé « Badger State Games » (voir la liste des auteurs).